# Wilhelm (książę Gloucester)

Herb księcia Wilhelma

William Henry Andrew Frederick (ur. 18 grudnia 1941 w Barnet, zm. 28 sierpnia 1972 w Halfpenny Green, niedaleko Wolverhampton) – członek brytyjskiej rodziny królewskiej, 2. książę Gloucester, najstarszy syn Henryka, księcia Gloucester (młodszego syna króla Wielkiej Brytanii Jerzego V), i Alicji Christabel Montagu-Douglas-Scott, córki 7. księcia Buccleuch.

## Dzieciństwo i młodość
Wilhelm był najstarszym synem księcia Gloucester i dziedzicem wszystkich jego tytułów. Jako wnukowi króla przysługiwał mu ponadto tytuł księcia (Prince). Książę został ochrzczony w Windsorze 22 lutego 1942 r. przez Cosmo Langa, arcybiskupa Canterbury. Jego rodzicami chrzestnymi byli: król Jerzy VI, królowa Elżbieta, wicehrabia Gort, lord William Walter Montagu-Douglas-Scott, księżna Helena von Schleswig-Holstein i lady Margaret Hawkins.
Książę spędził większość dzieciństwa w rodowej rezydencji Branwell Manor w Northamptonshire. W latach 1945–1947 przebywał w Australii, gdzie jego ojciec był gubernatorem. W 1953 r. Wilhelm uczestniczył w koronacji swojej stryjecznej siostry Elżbiety II.
Książę odebrał wykształcenie w Broadstairs i w Eton College. Po ukończeniu Eton w 1960 r. przeniósł się do Cambridge studiować historię, którą ukończył w 1963 r. Następnie spędził rok w Stanford University, studiując politologię, historię Stanów Zjednoczonych i ekonomię. Po powrocie do Wielkiej Brytanii podjął pracę w banku.

## Kariera
Książę Wilhelm był drugim członkiem brytyjskiej rodziny królewskiej, który podjął pracę w służbie cywilnej i dyplomacji (pierwszym był jego stryj, Jerzy, książę Kentu). W 1965 r. książę rozpoczął pracę w Foreign and Commonwealth Office (odpowiednik polskiego Ministerstwa Spraw Zagranicznych) i został wysłany do Lagos (Nigeria) jako 3. sekretarz Brytyjskiej Wysokiej Komisji. W 1968 r. został przeniesiony do Tokio, gdzie pełnił funkcję 2. sekretarza przy ambasadzie Zjednoczonego Królestwa.
Książę wrócił do kraju w 1970 r., kiedy to jego ojciec zapadł na zdrowiu (zdiagnozowano u niego porfirię). Wilhelm, jako następca księcia, zrezygnował z pracy w dyplomacji i przejął większość obowiązków ojca jako członka rodziny królewskiej.
Wilhelm był miłośnikiem lotnictwa. Sam posiadał licencję pilota i brał udział w licznych pokazach lotniczych. Podczas jednego z nich, w 1972 r. pilotowany przez niego samolot uległ katastrofie w Halfpenny Green, niedaleko Wolverhampton. W tej katastrofie zginął książę Wilhelm. Zmarł on na 2 lata przed swoim ojcem. Nowym księciem Gloucester został młodszy brat Wilhelma, Ryszard.
Pogrzeb księcia odbył się we Frogmore Royal Burial Ground. Jego imieniem nazwano szkołę w Oundle, którą książę otworzył w 1971 r.